# Fereshteh Hosseini
Fereshteh Hosseini, (persan : فرشته حسینی) née le 26 avril 1997 à Téhéran, est une actrice iranienne. Ses parents étaient deux immigrants afghans qui ont immigré en Iran avant sa naissance en raison de la guerre d'Afghanistan,.

## Filmographie sélective

### Cinéma
- 2019 : Anar dans Yalda, la nuit du pardon de Massoud Bakhshi[4].